# Фофана, Сайду
Сайду Фофана (род. 14 сентября 1997, Фритаун) — сьерра-леонский футболист, полузащитник казахстанского клуба «Жетысу» и сборной Сьерра-Леоне.

## Клубная карьера
Футбольную карьеру начал в 2016 году в составе клуба «Омоль».
В 2017 году подписал контракт с клубом «Каллон».
В 2024 году перешёл в сенегальский клуб «АС Пикин».
В феврале 2025 года подписал контракт с клубом «Жетысу».

## Карьера в сборной
15 июня 2021 года дебютировал за сборную Сьерра-Леоне в матче против сборной Бенина (1:0).

## Статистика
| Игровая карьера | Игровая карьера | Игровая карьера | Лига | Лига | Кубок | Кубок | Межд. | Межд. | СК | СК |
| --------------- | --------------- | --------------- | ---- | ---- | ----- | ----- | ----- | ----- | -- | -- |
| 2025            | Жетысу          | А               | —    | —    | —     | —     | —     | —     | —  | —  |